# Funny How Sweet Co-Co Can Be
Funny How Sweet Co-Co Can Be è il primo album dei Sweet, pubblicato nel 1971 per l'etichetta discografica RCA Records.

## Tracce
1. Co-Co (Chapman, Chinn) 3:14
2. Chop Chop (Chapman, Chinn) 3:00
3. Reflections (Dozier, Holland, Holland) 2:52 (Diana Ross & the Supremes Cover)
4. Honeysuckle Love (Connolly, Priest, Scott, Tucker) 2:55
5. Santa Monica Sunshine (Chapman, Chinn) 3:20
6. Daydream (Sebastian) (John Sebastian Cover) 3:13
7. Funny Funny (Chapman, Chinn) 2:46
8. Tom Tom Turnaround (Chapman, Chinn) 4:07
9. Jeanie (Chapman, Chinn) 2:58
10. Sunny Sleeps Late (Chapman, Chinn) 2:58
11. Spotlight (Connolly, Priest, Scott, Tucker) 2:47

## Formazione
- Brian Connolly - voce
- Steve Priest - basso, voce principale (nella traccia 2)
- Andy Scott - chitarra, voce principale (nella traccia 8)
- Mick Tucker - batteria, cori